# Guerra do Imposto sobre Cabanas de 1898

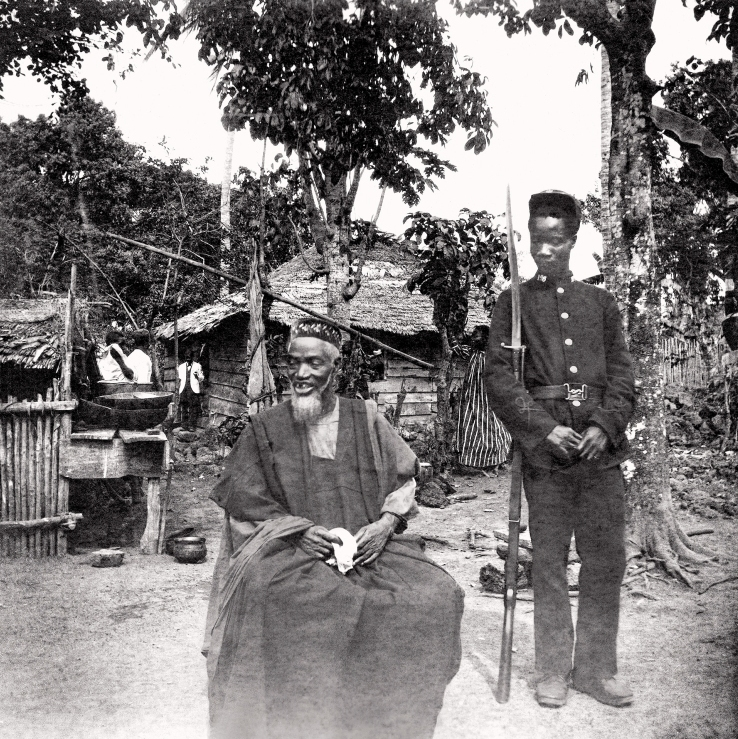
Bai Bureh, chefe do grupo étnico Temne, feito prisioneiro em Serra Leoa(1898), após liderar manifestações contrárias aos colonos britânicos.

A Guerra do Imposto sobre Cabanas de 1898 foi uma resistência do recém-anexado Protetorado de Serra Leoa a um novo imposto imposto fixado pelo governador colonial. Os britânicos estabeleceram o Protetorado para demonstrar seu domínio sobre o território a outras potências europeias após a Conferência de Berlim, realizada entre 1884 e 1885. O imposto se revelou um grande fardo para os residentes do Protetorado, culminando na elaboração de uma petição contra o imposto, cujo conteúdo foi assinado por 24 chefes tribais das principais comunidades da colônia. A petição, endereçada à Coroa britânica, narrava os efeitos adversos do referido imposto em suas sociedades, mas não surtiu o efeito esperado, de modo que as hostilidades entre colonos e a Inglaterra se agravaram. O uso da força por oficiais britânicos passou a ser usado, sobretudo para a prisão do chefe Temne Bai Bureh, um general e estrategista de guerra, apontado como um dos líderes das manifestações contrárias aos britânicos. Embora muitas vezes retratado como o chefe que iniciou uma resistência armada no Norte em 1898, há relatos que sugerem que Bai Bureh foi injustamente identificado pelo governo colonial como o principal instigador, com as ações hostis do governo provocando uma guerra entre a colônia e a Inglaterra. Mais tarde, naquele mesmo ano, outra resistência surgiu no sul, liderada pelos líderes Mendés.

## Consequências
Para os britânicos, essa foi uma das maiores resistências coloniais em África Ocidental no século XIX. Além de unidades de apoio e uma forte brigada naval, as forças lideradas pelos britânicos consistiam no Regimento das Índias Ocidentais e tropas africanas lideradas por oficiais britânicos, incluindo o Regimento da África Ocidental, a Polícia de Serra Leoa e tropas locais. Essas forças juntas sofreram 67 mortos e 184 feridos, além da morte de 90 transportadores não combatentes e perdas entre os levantes locais que não foram registradas.
A derrota na Guerra do Imposto pôs fim à oposição armada, organizada em grande escala contra o colonialismo em Serra Leoa. Mas a resistência e a oposição assumiram outras formas, especialmente em distúrbios intermitentes em grande escala e distúrbios caóticos do trabalho. Os motins em 1955 e 1956 envolveram muitas dezenas de milhares de nativos no protetorado.